# Vaiere Mara

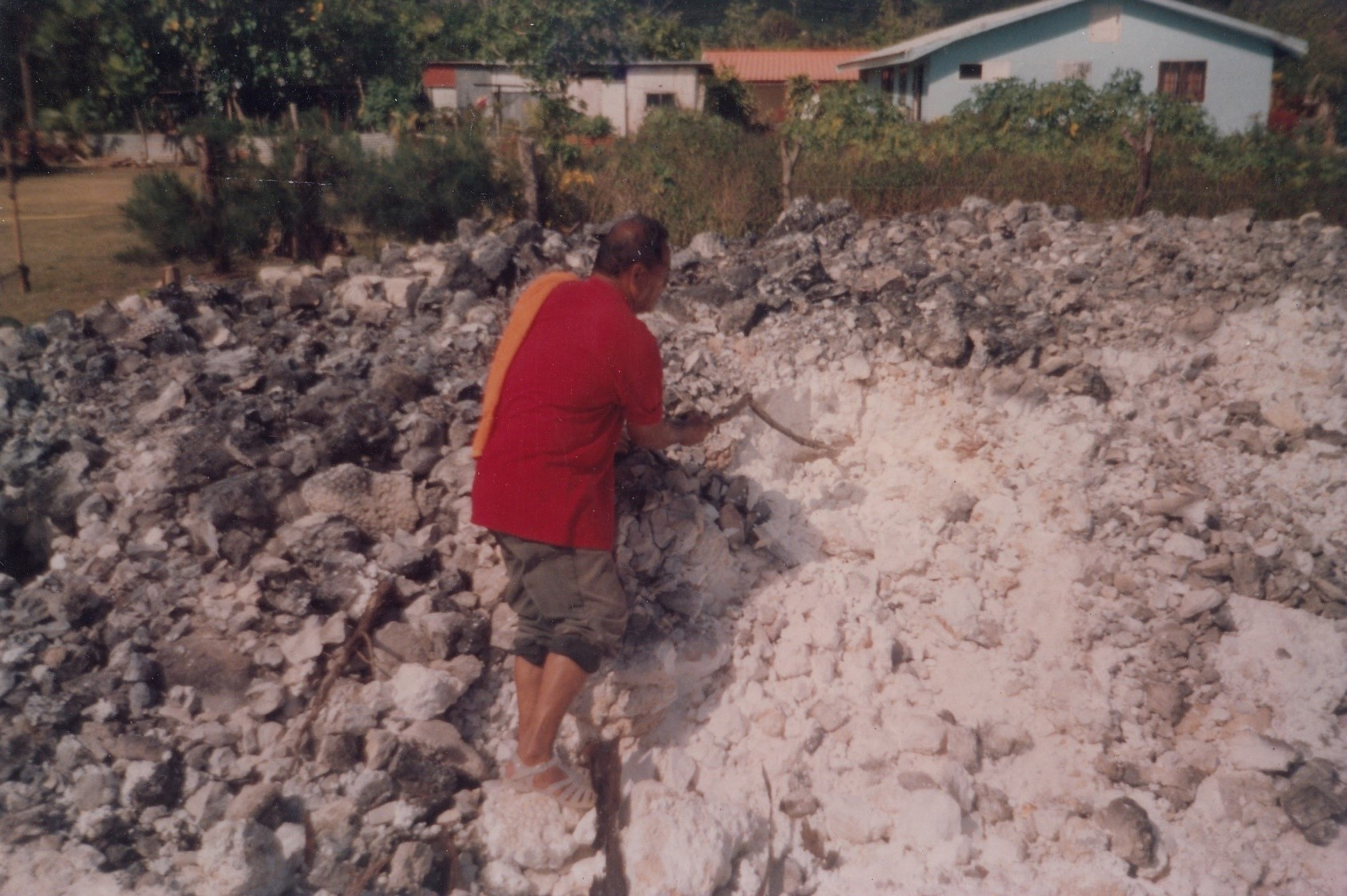
Vaiere Mara excava en corals fossilitzats en Rurutu

Vaiere Mara   (1936 - 2005) Vaieretiai Mara va ser un escultor de la Polinèsia francesa. Va ser el primer escultor polinèsi modern i el primer artista polinès que va signar les seves obres.

## Posteritat
El 2019 l'escultor va ser objecte d'una pel·lícula documental de Jonathan Bougard, un artista que li va dedicar cinc anys d'investigació i que va trobar més de 500 escultures. El documental es va emetre a Tahiti Nui Television després al Museu del Quai Branly – Jacques Chirac el 2020 en presència del director.